# Graptodytes bussleri
Graptodytes bussleri är en skalbaggsart som beskrevs av Hans Fery 1994. Graptodytes bussleri ingår i släktet Graptodytes och familjen dykare. Inga underarter finns listade i Catalogue of Life.